# Gilesgate
Gilesgate – wieś w Anglii, w hrabstwie Durham. Leży 2 km na północny wschód od miasta Durham i 376 km na północ od Londynu.